# Autazes
Autazes is een gemeente in de Braziliaanse deelstaat Amazonas. De gemeente telt 31.774 inwoners (schatting 2009).
De gemeente grenst aan Itacoatiara, Careiro, Careiro da Várzea, Borba en Nova Olinda do Norte.